# Campionato Italiano Football Americano Femminile 2013
La stagione 2013 del Campionato CIFAF, è stata la 1ª edizione del campionato di Football Americano femminile organizzato sotto l'egida della FIDAF.
Il torneo è iniziato il 28 aprile 2013, ed è terminato il 6 luglio 2013 con la disputa del I Rose Bowl Italia al "Mike Wyatt Field" di Ferrara.
Al campionato hanno partecipato 5 squadre. Le migliori due hanno ottenuto direttamente l'accesso alla finale.

## Team iscritti
1. Lobsters Pescara
2. Black Marines Ferrara
3. Neptunes Bologna
4. Furie Cernusco
5. Tempeste e Sirene Busto Arsizio

## Calendario

### 1ª giornata
| Cernusco sul Naviglio 28 aprile 2013, ore 12:00 | Furie Cernusco | 21 – 0 | Tempeste e Sirene Busto Arsizio | C.S. "Gaetano Scirea" |

| Cernusco sul Naviglio 28 aprile 2013, ore 14:05 | Neptunes Bologna | 0 – 12 | Black Marines Ferrara | C.S. "Gaetano Scirea" |

### 2ª giornata
| Castellanza 12 maggio 2013, ore 16:20 | Tempeste e Sirene Busto Arsizio | 12 – 24 | Lobsters Pescara | C.S. comunale |

| Castellanza 12 maggio 2013, ore 18:05 | Neptunes Bologna | 6 – 32 | Furie Cernusco | C.S. comunale |

### 3ª giornata
| Pescara 19 maggio 2013, ore 15:00 | Black Marines Ferrara | 33 – 0 | Tempeste e Sirene Busto Arsizio | C.S. Zanni |

| Pescara 19 maggio 2013, ore 16:55 | Lobsters Pescara | 25 – 19 | Furie Cernusco | C.S. Zanni |

### 4ª giornata
| Roma 9 giugno 2013, ore 14:40 | Black Marines Ferrara | 20 – 32 | Furie Cernusco | C.S. Guglielmo Fiorini |

| Roma 9 giugno 2013, ore 16:40 | Lobsters Pescara | 26 – 12 | Neptunes Bologna | C.S. Guglielmo Fiorini |

### 5ª giornata
| Bologna 23 giugno 2013, ore 16:30 | Neptunes Bologna | 27 – 6 | Tempeste e Sirene Busto Arsizio | C.S. Dozza |

| Bologna 23 giugno 2013, ore 18:10 | Lobsters Pescara | 6 – 13 | Black Marines Ferrara | C.S. Dozza |

## Classifica stagione regolare
La classifica della regular season è la seguente:
- %V = percentuale di vittorie, G = partite giocate, V = partite vinte, P = partite perse, PF = punti fatti, PS = punti subiti
- La qualificazione diretta alla finale è indicata in verde

| Pos. | Team                            | %V   | G | V | P | PF  | PS  |
| ---- | ------------------------------- | ---- | - | - | - | --- | --- |
| 1    | Lobsters Pescara                | .750 | 4 | 3 | 1 | 81  | 56  |
| 2    | Furie Cernusco                  | .750 | 4 | 3 | 1 | 104 | 26  |
| 3    | Black Marines Ferrara           | .750 | 4 | 3 | 1 | 78  | 38  |
| 4    | Neptunes Bologna                | .250 | 4 | 1 | 3 | 45  | 76  |
| 4    | Tempeste e Sirene Busto Arsizio | .000 | 4 | 0 | 4 | 18  | 105 |

## I Rose Bowl Italia
| Ferrara 6 luglio 2013 | Furie Cernusco | 25 – 26 o.t. | Lobsters Pescara | Mike Wyatt Field |